# Sobre la psicoterapia de la histeria
Sobre la psicoterapia de la histeria (en alemán Zur Psychotherapie der Hysterie) es una obra de Sigmund Freud que se encuentra como cuarta parte en el tratado Estudios sobre la histeria de 1895.

## Sobre la obra
Este capítulo está escrito solo por Freud, a diferencia del resto de la obra que realiza con Josef Breuer, ya que no estaba del todo de acuerdo con la tesis de establecer la causalidad psíquica de los fenómenos histéricos y presentar la relación causal entre la sexualidad y la neurosis:

Sería injusto que yo pretendiera cargar a mi estimado amigo Josef Breuer con una excesiva responsabilidad por el desarrollo que he mencionado. Por eso ofrezco las elucidaciones siguientes en mi propio nombre, predominantemente.

A esta advertencia siguen las consideraciones etiológicas, el establecimiento de la causalidad psíquica, inconsciente y sexual de las afecciones neuróticas y las primeras distinciones entre los tipos de neurosis.

## Contenido

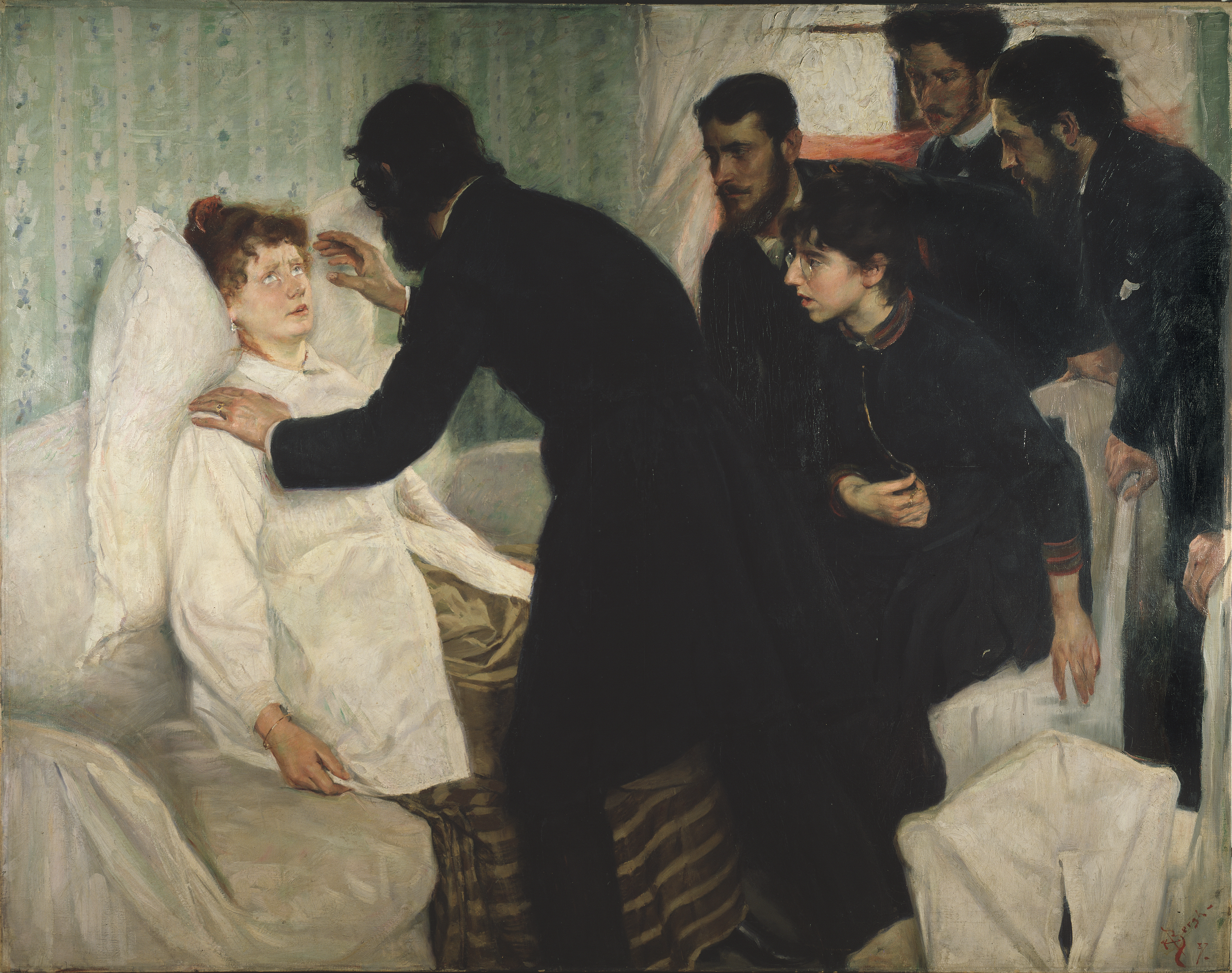
"Sesión hipnótica" (1887), por Richard Bergh

En este apartado, Freud descubre en relación con la hipnosis que no todos los pacientes son hipnotizables y con respecto a la eficacia del método catártico, señala como barrera que no influye sobre condiciones causales y que no puede impedir que aparezcan nuevos síntomas.
Freud menciona el método catártico utilizado con Breuer, también llamado hipnosis momentánea reforzada, consistiendo en colocar su mano en la frente del paciente como un ardid técnico para sorprender al yo. Cuando Freud preguntaba a sus pacientes por la primera vez del surgimiento del síntoma, se encuentra con el obstáculo de no recordar o no saber de parte de ellos. 
Freud menciona al conflicto psíquico testimoniado por el síntoma, a este mecanismo lo llama defensa, que actúa frente a una representación inconciliable que perturban al yo y entran en conflicto con él. Para argumentar esto, se valió de la histeria de defensa.
El mecanismo psíquico de la defensa a su vez, delimita el campo de la experiencia clínica, diferenciando la neuropsicosis de defensa de las llamadas neurosis actuales (neurosis de angustia y neurastenia). En tanto solo en las neuropsicosis de defensa, interviene el mecanismo psíquico de la defensa y por lo tanto hay síntoma como retorno de lo reprimido. Como consecuencia, la neuropsicosis de defensa se incluyen dentro del campo, y las neurosis actuales quedan por fuera de la psicoterapia, en tanto no ha operado el mecanismo psíquico de la defensa, no hay síntoma.
La fuerza que impide el recordar, Freud la llama resistencia, que es la misma fuerza que cooperó en la formación del síntoma como fuerza de repulsión y ahora impide el recordar. La amnesia histérica era un no querer saber de los pacientes, una resistencia de asociación a superar en la terapia. Freud señala que tratando de levantar esa resistencia de asociación, no es el recuerdo olvidado lo que aparece en primer término en el relato; es frecuente que emerja una representación que dentro de la cadena asociativa sea un eslabón como un punto de partida que permita la emergencia de nuevos recuerdos. 
La segunda resistencia que Freud menciona, es la resistencia radial en torno a lo que él llama el núcleo patógeno. El núcleo patógeno introduce un límite al recordar, un límite a la interpretación: "núcleo de recuerdos (...) en los cuales ha culminado el momento traumático". Cuanto mayor es el acercamiento al núcleo patógeno, mayor es la resistencia.
Además de las dificultades técnicas del método hasta aquí desarrolladas, Freud habla sobre las dificultades de contenido, introduciendo la triple estratificación del material patógeno o de los recuerdos. El primer tipo de ordenamiento hace referencia a la pregunta del paciente por la primera vez de sus síntomas, el cual reproduce un ordenamiento lineal cronológico invertido en la secuencia de su génesis. El segundo ordenamiento es la estratificación en torno al núcleo patógeno de manera concéntrica, donde ciertos recuerdos se rememoran con facilidad al hablar, pero en tanto se aproxima al núcleo patógeno, se tropieza con aquellos recuerdos que el paciente desmiente aún en la reproducción. El tercer tipo de ordenamiento es dinámico, según el contenido de pensamiento en enlace por hilos lógicos a través de puntos nodales hasta el núcleo; el paciente relata, va recortando lo que leyó como marcas de su historia, produce asociaciones, a través de sueños, actos fallidos, "lagunas y fallas".
Freud habla de un síntoma neo-producido, producto del trabajo del análisis, un síntoma analítico. La transferencia aparece como un obstáculo externo a superar, una noción que viene a perturbar por enlace falso la relación con el analista; se transfiere hacia el analista una representación que fue reprimida, pudiendo provocar la interrupción del tratamiento:

Aquí me veo precisado a dar un ejemplo: Origen de un cierto síntoma histérico era, en una de mis pacientes, el deseo que acariciara muchos años atrás, y enseguida remitiera a lo inconciente, de que el hombre con quien estaba conversando en ese momento se aprovechara osadamente y le estampara un beso. Pues bien, cierta vez, al término de una sesión, afloró en la enferma ese deseo con relación a mi persona; ello le causa espanto, pasa una noche insomne y en la sesión siguiente, si bien no se rehúsa al tratamiento, está por completo incapacitada para el trabajo. Tras enterarme yo del obstáculo y removerlo, el trabajo vuelve a progresar, y hete aquí que el deseo que tanto espanta a la enferma aparece como el recuerdo siguiente, el recuerdo patógeno exigido ahora por el nexo lógico.

En tales transferencias hay una compulsión y un espejismo que se disipará al concluir el análisis.